# مونیکا بیزنر
مونیکا بیزنر (انگلیسی: Monika Beisner؛ زادهٔ ۱ ژانویهٔ ۱۹۴۲) مؤلف، نویسنده، و تصویرگر اهل آلمان است.
وی همچنین برندهٔ جوایزی همچون برنامه فولبرایت شده‌است.